# 崔成宰
崔成宰（韓語：최성재，1984年7月18日—），韓國男演員。

## 簡歷
崔成宰在高中時上過戲劇班，因此打算在大學時就讀戲劇電影系，後來考入東國大學戲劇電影系，同學有李奎炯及李重文等人。但他在大學畢業後，因父親去世需承擔家裡收入的責任，故為了工作而推遲出道時間。2012年，崔成宰在《神的晚餐》出演閒角，首度參與拍攝電視劇。2017年，他在日日劇《那女人的大海》中首度擔任主要角色，並持續與其餘劇集中擔任配角。
他在2007年起便持續擔任代理泊車而賺取外快，至出演電視劇的主角後仍繼續此工作。其父為配音員崔秉相，2008年11月因肝癌去世。

## 演出作品

### 電視劇
- 2012年：MBC《神的晚餐》
- 2013年：tvN《藍色巨塔－Return（朝鲜语：푸른거탑 리턴즈）》飾演 崔成宰
- 2014年：tvN《岬童夷》飾演 刑警
- 2015年：KBS《蒙面檢察官》飾演 金基泰
- 2016年：SBS《Doctors》飾演 皇甫太陽
- 2016年：DramaX《1%的可能性》飾演 鄭善宇
- 2017年：KBS《那女人的大海》飾演 金善宇
- 2017年：tvN《Circle：相連的兩個世界》飾演 管制室組長（特別出演）
- 2017年：SBS《愛情的溫度》飾演 李成宰
- 2018年：MBC《入贅丈夫吳作鬥》飾演 吳炳哲
- 2018年：TV朝鮮《大君－繪製愛情》飾演 金觀
- 2019年：KBS《為何那樣，奉尚先生》飾演 姜烈韓
- 2019年：KBS《太陽的季節》飾演 崔光日
- 2020年：MBC《我的燦爛人生》飾演 張時景
- 2021年：JTBC《無法抗拒的他》飾演 劉賢宇（特別出演）
- 2021年：TVING《來魔女食堂吧》飾演 湯姆·金
- 2022年：TV朝鮮《紅氣球》飾演 申奇寒
- 2024年：Netflix《政壇旋風》飾演 姜益進